# 莱茵-内卡县
莱茵-内卡县（德語：Rhein-Neckar-Kreis）是德国巴登-符腾堡州人口最多的一个县，也是德国人口数第三的县，隶属于卡尔斯鲁厄行政区，首府海德堡。

## 地理
莱茵-内卡县位于巴登-符腾堡州的北部，北面与黑森州的贝格施特拉瑟县和奥登林山县接壤，东面与内卡-奥登林山县，东南面与海尔布隆县（斯图加特行政区），南面与卡尔斯鲁厄县相邻，西面依莱茵河与莱茵兰-普法尔茨州为界，与该州的非县辖城市施派尔和莱茵-普法尔茨县接壤，西北面与非县辖城市曼海姆相邻。莱茵-内卡县的首府海德堡同时也是巴登-符腾堡州的非县辖城市，海德堡虽然位于莱茵-内卡县境内，但行政上并不隶属于莱茵-内卡县。莱茵-内卡县境内还有黑森州贝格施特拉瑟县的辖地。

## 友好城市
- 法國 维希